# 毛花猕猴桃
毛花猕猴桃（学名：Actinidia eriantha）为猕猴桃科猕猴桃属的植物，为中国的特有植物。分布于中国大陆的湖南、贵州、福建、广东、浙江、江西、广西等地，生长于海拔250米至1,000米的地区，多生在山地上的高草灌木丛以及灌木丛林中，目前尚未由人工引种栽培。

## 别名
毛冬瓜（浙江、江西、广西），毛花杨桃（中国高等植物志），白藤梨

## 异名
- Actinidia eriantha Benth. f. alba C. F. Gan